# Лесничество Абрау-Дюрсо
Лесни́чество Абра́у-Дюрсо́ — посёлок в сельском округе Абрау-Дюрсо муниципального образования город Новороссийск.

## География
Расположен в 16,5 км к западу от центра Новороссийска, в 2 км к западу от села Абрау-Дюрсо.
В Лесничестве Абрау-Дюрсо есть одна улица: Лесная. 

## Население
| 2002 | 2005 | 2010 |
| ---- | ---- | ---- |
| 20   | ↗40  | ↗136 |